# Teodor d'Argos
Teodor d'Argos (grec antic: Θεόδωρος, llatí: Theodorus) fou un escultor de l'antiga Grècia nadiu d'Argos, fill de Poros. Va fer una escultura de Nicis, fill d'Andròmides, que fou dedicada pel poble d'Hermíona, segons indica una inscripció. La seva època no pot ser establerta amb seguretat, però es pensa que va viure vers el segle vi aC.